# Гадир Хумм
Гадир Хумм — местечко рядом с прудом Хумм между Меккой и Мединой, возле которого пророк Мухаммед выступил перед своими сподвижниками с проповедью, в ходе которой объявил Али ибн Абу Талиба своим преемником и носителем вилаята. Хадис об этом событии приводится в разных сборниках, в том числе и в таких авторитетных для суннитов, как Сахих аль-Бухари, Сахих Муслим, Джами ат-Тирмизи, Сунан Ибн Маджа, а также в Китаб фадаил ас-сахаба («Книге о достоинствах сподвижников»), Мустадрак аль-Хакима, «Истории» Якуби, тафсирах Корана Фахруддина ар-Рази и ан-Найсабури. Однако наибольшее значение этот хадис приобрёл в вероучении мусульман-шиитов, которые считают его одним из весомых доказательств имамата и вилаята Али ибн Абу Талиба.
Иранский учёный Джафар Субхани в своей книге «Принципы исламского вероучения» отмечает, что хадис Гадир передан со слов 110 сподвижников, 89 табиинов (поколения, следующего за сподвижниками) и 3500 суннитских учёных.

## Хадис Сакалайн
В некоторых источниках (в частности, в книге Джафара Субхани «Принципы исламского вероучения») также сообщается, что перед объявлением Али ибн Абу Талиба повелителем мусульман пророк Мухаммад произнёс ещё некоторые слова, которые вошли в авторитетные мусульманские сборники как хадис ас-Сакалайн:
Я опережу вас у источника (Каусар). Я спрошу у вас о двух великих ценностях, которые я оставляю вам, и когда вы встретитесь со мной [в будущей жизни], я увижу, как вы обращались с ними [после меня]. Первая драгоценность — Книга Аллаха, Священный Коран. Один конец её в руке Аллаха, а другой — ваших руках. Держитесь же её, чтобы не сбиться [с Прямого Пути]. Другая же драгоценность — это моё семейство (Ахль аль-Байт) и мои потомки. Всемилостивый, Милосердный сообщил мне, что одна из них [этих драгоценностей] никогда не отделится от другой, пока они не присоединятся ко мне возле райского источника (Каусар). Не забегайте вперёд их, ибо тогда вы погибните, и не отставайте от них, ибо и это приведёт вас к гибели.
Данный хадис, точно так же, как хадис о вилаяте, приводится не только в шиитских, но и в суннитских сборниках, как то: Сахих Муслим, Джами ат-Тирмизи, Муснад Ахмада ибн Ханбаля, Мустадрак аль-Хакима. В числе первичных передатчиков хадиса суннитские авторы называют Джабира ибн Абдуллу, Зейда ибн Сабита и Зейда ибн Аркама.
Впрочем, между исламскими учёными существуют некоторые разночтения относительно того, где именно были произнесены эти слова (некоторые отмечают, что, возможно, пророк Мухаммад озвучивал это неоднократно и в разных местах). Одни из них указывают Гадир Хумм, другие считают, что это было сказано во время ритуального предстояния на горе Арафат в ходе прощального хаджа пророка Мухаммада, или же в самой Медине, когда Мухаммад лежал перед своими сподвижниками на смертном одре, или же после возвращения из Таифа.

## История Хариса ибн Нумана аль-Фахри
В контексте событий, связанных с Гадир Хуммом, мусульманские шиитские хадисоведы упоминают об одной истории, случившейся уже после возвращения пророка Мухаммада из прощального хаджа. Поскольку свидетелями событий при Гадир Хумме стало порядка ста тысяч человек, вести о провозглашении Али ибн Абу Талиба покровителем мусульман быстро распространились в Медине.
В связи с этим к пророку Мухаммаду пришёл человек по имени Харис ибн Нуман аль-Фахри (по другим данным, его звали Назр ибн Харис). Он сказал Мухаммаду:
«Ты повелел нам засвидетельствовать, что нет бога, кроме Аллаха, и что ты — посланник Аллаха. Мы повиновались тебе. Ты приказал нам совершать пять молитв в день, и мы послушались. Ты дал нам наказ поститься в месяц Рамадан, и мы подчинились. Затем ты повелел нам совершать паломничество в Мекку, и мы покорились твоей воле. Но ты не удовлетворился всем этим, своей рукой ты возвысил своего двоюродного брата и навязал его нам как нашего повелителя, сказав: «Али — повелитель тех, для кого я повелитель». Это навязывание — от тебя или от Аллаха?»
Пророк ответил: «Клянусь Аллахом, кроме Которого нет божества! Это — от Аллаха, Всемогущего и Достославного».
Услышав это, Харис отвернулся от пророка и пошёл к своей верблюдице, приговаривая: «О, Аллах! Если то, что сказал Мухаммад, правильно, ниспошли нам на голову камень с неба и приговори нас к страшной боли и пытке». Не успел он дойти до своей верблюдице, как Аллах , Который свободен от любого несовершенства, ниспослал ему на голову камень, который пробил ему череп, пролетел сквозь тело и вылетел через сквозное отверстие, а мужчина упал замертво».
По свидетельству мусульманских экзегетов, в связи с этим был ниспосланы следующие аяты:
«Некий муж спросил, когда же постигнет неверных неотвратимое наказание от Аллаха, Владыки ступеней?» (70:1-3)

## Интерпретация событий
Сунниты признают указанные хадисы, аяты и обстоятельства ниспослания, однако считают, что речь в них идёт лишь о признании достоинств Али ибн Абу Талиба, бывшего зятем и названным братом пророка Мухаммада.
Шииты же убеждены, что всё это обладает куда большей значимостью, нежели простое указание на достоинства, и рассматривают данные аяты и хадисы как доводы в пользу имамата Али ибн Абу Талиба, его неоспоримого права на руководство уммой.
Для мусульман-шиитов 18 зуль-хиджа является, тем самым, одним из важнейших религиозных праздников.